# 中間擬三棘魨
中間擬三棘魨，為輻鰭魚綱魨形目擬三刺魨亞目擬三棘魨科的其中一種，為深海魚類，西太平洋新喀里多尼亞海域，棲息深度360-500公尺，體長可達7.1公分，棲息在底層水域，生活習性不明。